# Wendy Smithová-Slyová
Wendy Slyová, za svobodna Smithová (* 5. listopadu 1959 Londýn), je bývalá britská atletka, která soutěžila hlavně na 3000 metrů. Na olympijských hrách v Los Angeles v roce 1984 získala stříbrnou medaili . V San Diegu zvítězila na mistrovstvích světových silničních závodů v roce 1983.
Za své úspěchy byla vyznamenána Řádem britského impéria (MBE).